# Пауза (музика)
Па́уза, або па́вза, (від дав.-гр. παυσις — перерва, зупинка) — тимчасова перерва у звучанні одного, кількох або всіх голосів музичного твору, що триває протягом певного часу. Паузою називають також знак нотного запису, що позначає тривалість паузи у звучанні. За тривалістю паузи є такими ж як ноти
Окрім того, в інструментальних партіях паузи тривалістю в декілька тактів можуть позначатися багатотактовими паузами (англ. multirest), якщо такти мають однаковий музичний розмір. Багатотактові паузи можуть позначатися у вигляді довгої риски, або у вигляді відповідної суми цілих, двотактових («бревіс») та чотиритактових («люнга») пауз.

## Джерело
- Юрій Юцевич. Музика: словник-довідник. — Тернопіль, 2003. — 404 с. — ISBN 966-7924-10-6. (html-пошук по словнику, djvu)